# Teatre Fontova
El Teatre Fontova és una obra del municipi de Santa Coloma de Cervelló (Baix Llobregat) inclosa en l'Inventari del Patrimoni Arquitectònic de Catalunya.

## Descripció
Es tracta d'un conjunt de dos edificis de línia i estructura simple, que s'estructura dins de l'estil modernista en la seva vessant historicista. El que és el Teatre, presenta una façana de dues plantes amb acabament de teulada a dues vessants i amb un coronament simulant una inexistent torratxa-golfes com les de les masies del tipus 2-IV de Danés i Torras. Però això es redueix a un perllongament vertical de la paret de la façana sense cap estructura posterior. A la planta baixa hi ha una porta central amb dues grans finestres rectangulars avui tapiades que conserven els seus forjats inicials i datats del 1903. El primer pis té una petita obertura central i una senzilla sanefa d'esgrafiats simulant un frontó que emmarca el nom del teatre i la data de construcció.
L'edifici annex, el cafè, continua la línia historicista però més tipus casal, és a dir: dues plantes, amb obertures grans rectangulars als costats de la porta al baixos i tres balcons al primer pis, el central un xic més gran que els laterals però sense altres ampliacions. Tant les portes com les finestres estan remarcades per una ampla franja d'estuc llis igual que en el teatre. Aquest tret i l'ample sòcol comú és el nexe d'unió física i estètica entre els dos edificis, probablement connectats per la part interior, tal com era habitual.

## Història
En la construcció de la colònia, hi ha una vessant recreativa per assolir un autèntic ambient social. La creació del cafè i el teatre, segons les dates, va ser una de les dues que es van iniciar abans. A principi de segle la tertúlia del cafè, les cartes i petar la xerrada eren, junt amb el teatre professional o aficionat, la distracció més usual (segons algun testimoni: "si els catalans no van gaire a teatre és perquè tots són dalt de l'escenari..."). El cafè continua la seva tasca i és encara és el més ampli i popular de la colònia.